# Donald-Olivier Sié
Donald-Olivier Sié (n. 3 aprilie 1970, Abidjan, Coasta de Fildeș) este un fost fotbalist ivorian.
Între 1990 și 2000, Sié a jucat 50 de meciuri și a marcat 6 goluri pentru echipa națională a Coastei de Fildeș.

## Statistici
| Coasta de Fildeș | Coasta de Fildeș | Coasta de Fildeș |
| An               | Meciuri          | Goluri           |
| ---------------- | ---------------- | ---------------- |
| 1990             | 1                | 1                |
| 1991             | 2                | 1                |
| 1992             | 5                | 2                |
| 1993             | 7                | 0                |
| 1994             | 13               | 1                |
| 1995             | 4                | 0                |
| 1996             | 3                | 0                |
| 1997             | 1                | 0                |
| 1998             | 6                | 0                |
| 1999             | 4                | 0                |
| 2000             | 4                | 1                |
| Total            | 50               | 6                |